# Фаро (мифология)
Фаро — в мифологии бамбара божество воды, громовик, демиург. Согласно мифу, Фаро даровал человеку совесть, порядок и чистоту, а также чувство ответственности. Вероятно, первоначально в мифологии народа бозо выступал духом реки Нигер и лишь позднее приобрёл более широкое значение. Основное местонахождение Фаро — Нигер; но он вездесущ, посещает все воды.
Фаро создал небо (семь небес), породил духа воздуха Телико, в виде воды пролил жизнь на землю. Когда Фаро растекся по земле и увидел, что создание земли, начатое Пемба, не закончено, он наполнил водой пустоты, образовав источники. Оплодотворённый вибрацией, Фаро на пустынном холме породил двух близнецов; с их рождением выросла первая трава, появились скорпионы, которые должны были защищать близнецов.
Затем на холм упала обильная роса и образовала источник, из него вытек ручей, течение которого направляла рыба кокони. Другая рыба кокони понесла Фаро и его детей на своей спине; поток увлёк их в водяное жилище. Фаро создал также рыб, населил моря и реки пресмыкающимися и другими животными, затем поднялся на небо.
Когда на земле начался голод из-за непомерно возросшего числа людей и истощение их усиливалось от потери крови во время жертвоприношений Баланза (Faidherbia albida, Акация беловатая), Фаро научил людей есть дикорастущие томаты. Первой попробовала их одна женщина, упавшая от голода в обморок. Съеденные ею томаты превратились в кровь, и её силы восстановились. Она пошла искупаться в Нигере, а Фаро, находившийся в воде, схватил её, вскрыл живот и съел красную мякоть от томатов. Он сосчитал зёрна плодов — их оказалось семь. В каждом томате была кровь и вложенный Фаро основной элемент человеческого существа (принцип жизни), представляемый числом «семь» (три и четыре: три — символ мужского начала, четыре — женского).
Фаро определил четыре страны света и установил границы вселенной, измерил высоту неба, глубину земли, расстояние между странами света; учредил время, ввёл сезоны и заменил первоначальный мрак регулярной сменой дня и ночи. Землю он разделил на семь частей, которые соответствуют семи небесам; на земле создал морскую бездну, вырыл первые колодцы, водоёмы, русла рек; ввёл режим дождей. Он обучил людей слову и языку, дал им разум, чувство ответственности, он также следит за порядком и отправлением правосудия.
Фаро классифицировал животных и растения; людей распределил по расам и кастам, начиная с рабов. Назначил каждому виду живых существ, чтобы предохранить их от вырождения, род пищи и пищевые запреты.
Через кузнецов Фаро дал человеку восемь зёрен злаков, созданных одновременно с людьми, но хранившихся тайно на небе. Эти восемь зёрен — основа пропитания и основа человеческого существа, люди носят их в ключицах. За всеобщим порядком наблюдают представители Фаро — духи; с их помощью Фаро руководит всеми видами деятельности. Чтобы люди были пригодны к физическому труду, Фаро снабдил их суставами.
Бамбара изображали Фаро в виде голой женщины (или андрогина) с длинными грудями и волосами, вместо ушей — жабры, вместо пальцев — плавники, вместо ног — рыбий хвост; верхняя половина тела окрашена в белый цвет, а нижняя — в красный.